# Agboville
Agboville je grad u Obali Bjelokosti, glavni grad regije Agnéby. Nalazi se 65 km (79 km cestom) sjeverno od Abidjana, s kojim je povezan cestovnom i željezničkom vezom.
Godine 1988. Agboville je imao 46.359 stanovnika. Stanovništvo je većinom katoličko te pripada etničkoj skupini Abbey.

## Vanjske poveznice

### Ostali projekti
|  | Zajednički poslužitelj ima još gradiva o temi Agboville |